# Saint-Christophe-de-Valains
Saint-Christophe-de-Valains (Sant-Kristol-Gwalen en bretón) es un municipio francés, situado en el departamento del Ille y Vilaine y la región Bretaña.

## Geografía
Saint-Christophe-de-Valains se sitúa a 37 km al noreste de Rennes y a 35 km al sur del Monte Saint-Michel.

Los municipios limítrofes son Chauvigné, Le Tiercent, Saint-Ouen-des-Alleux y Vieux-Vy-sur-Couesnon.

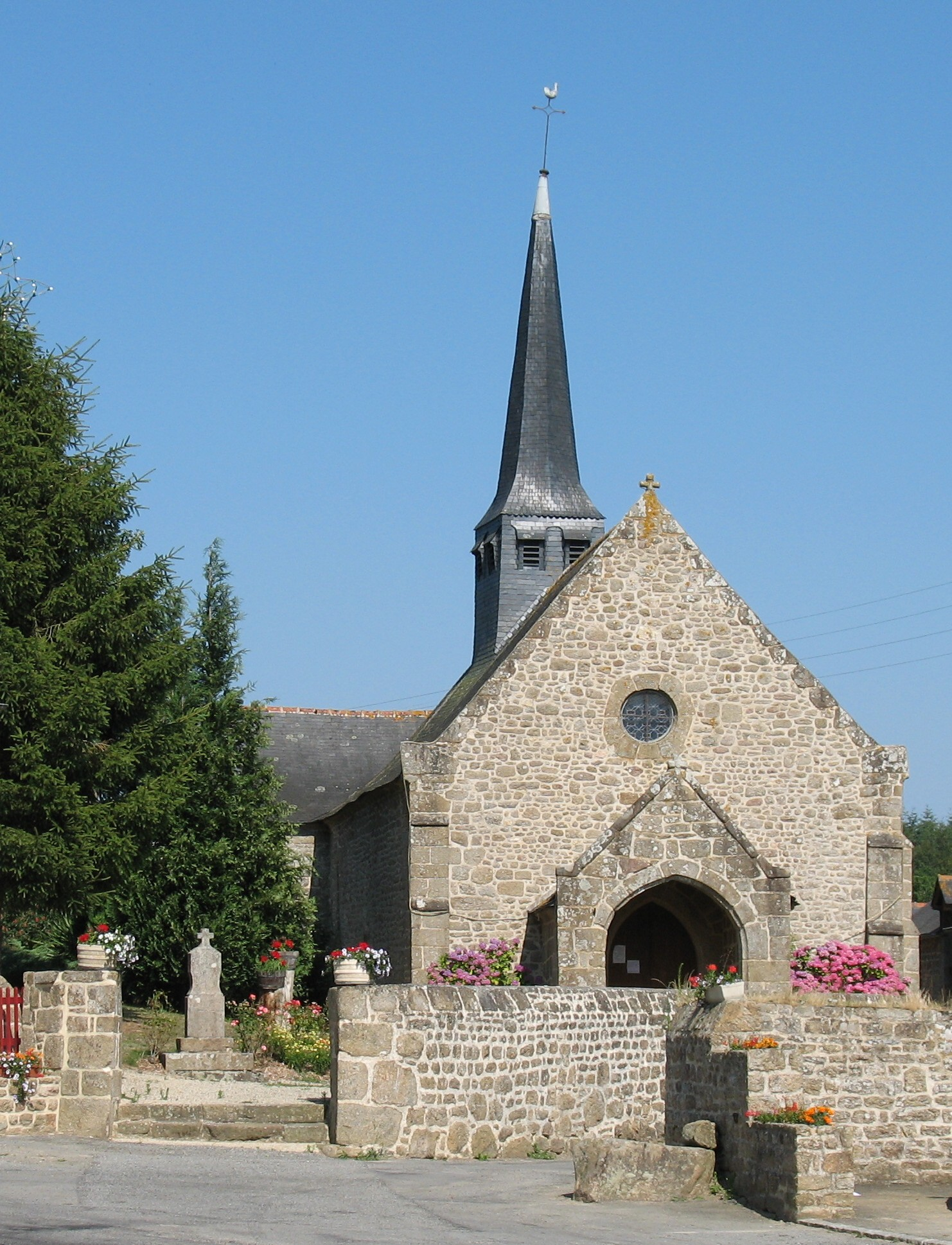
Saint-Christophe-de-Valains.

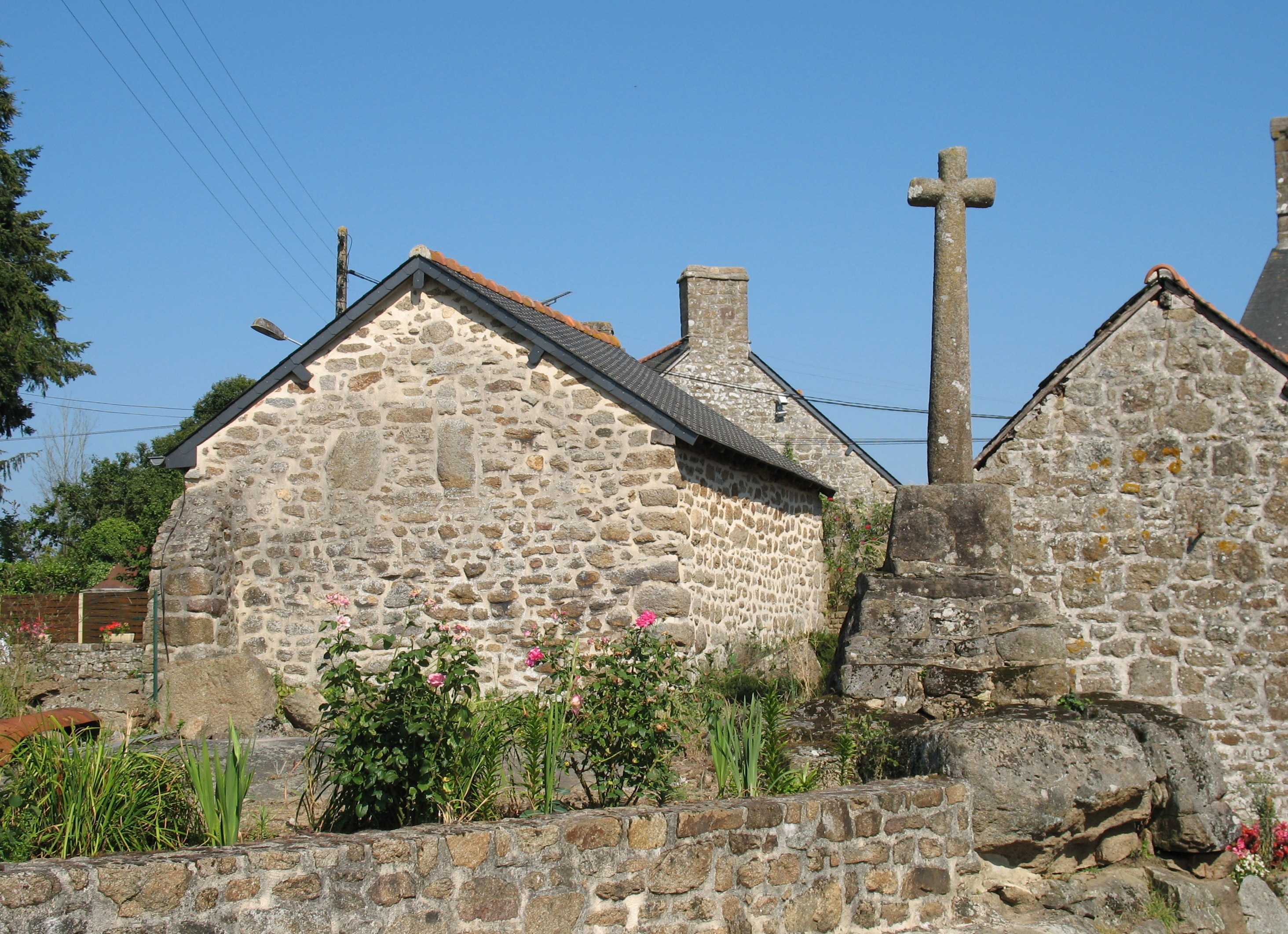
Saint-Christophe-de-Valains.

## Demografía
| 235 | 295 | 260 | 257 | 290 | 308 | 296 | 323 | 310 | 300 | 341 | 324 | 324 | 321 | 300 | 324 | 291 | 274 | 291 | 223 | 193 | 241 | 222 | 232 | 194 | 185 | 164 | 151 | 129 | 107 | 106 | 138 | 186 |
| Para los censos de 1962 a 1999 la población legal corresponde a la población sin duplicidades (Fuente: INSEE [Consultar]) |     |     |     |     |     |     |     |     |     |     |     |     |     |     |     |     |     |     |     |     |     |     |     |     |     |     |     |     |     |     |     |     |